# Himantura chaophraya
La raya gigante de agua dulce o chaoprhaya (Himantura chaophraya) es una especie de rayas de la familia Dasyatidae, habita en las cuencas de los ríos Chao Phraya y Mekong, en el sudeste de Asia. Es uno de los mayores peces de agua dulce del mundo, esta especie alcanza un peso máximo de 500–600 kg.

## Descripción
Aunque hay otras especies de rayas en los ríos de Tailandia que son mucho más pequeñas, esta especie llega a medir hasta 5 m de largo y 2 m de ancho, su reproducción es vivípara con camadas de 3 a 5 crías al año, esta especie es considerada como vulnerable ya que no se sabe su población, las capturas incidentales, la contaminación, la pesca industrial y la pesca exagerada ha diezmado su población, ahora su biología es muy poco conocida, pero se sabe que se alimenta de peces óseos y crustáceos.
Rara vez pasan por río arriba, cerca de la superficie.

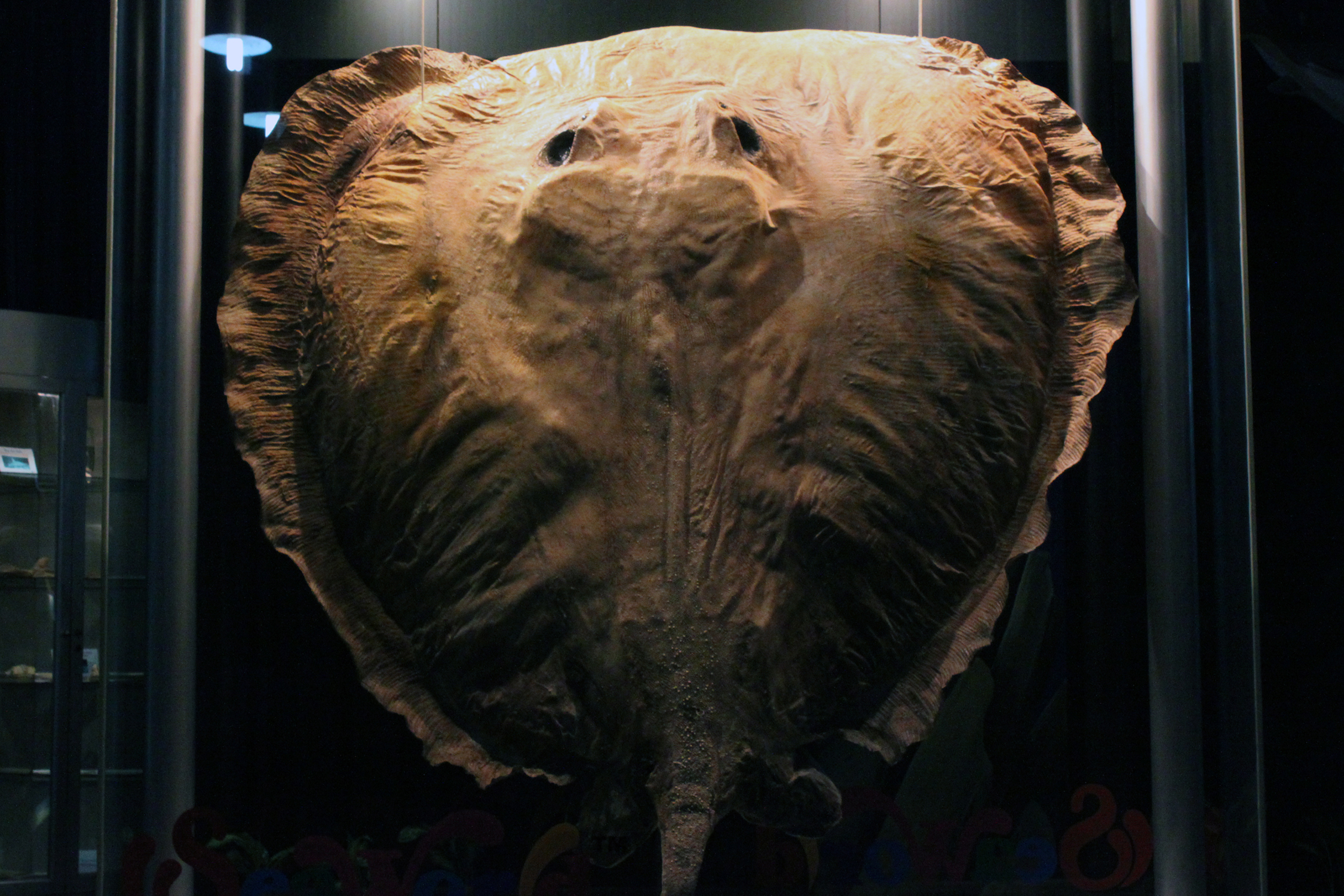
raya gigante de agua dulce conservada.

La raya chaophraya tiene un aguijón de más de 38 cm con un veneno tóxico que provoca mucho dolor y náuseas.
Los bañistas a veces son atacados por la raya chaophraya por el pie, la pierna y a veces las manos son alcanzadas por el pez, provocando que la mano se hinche por el veneno.